# Три тисячі років бажань
«Три тисячі років бажань» (англ. Three Thousand Years of Longing) — епічний фантастичний романтичний фільм сценариста і режисера Джорджа Міллера. Сценарій, написаний Міллером разом з Августою Гор, базується на оповіданні А. С. Байєтт «Джин в очах солов'я» (1994).
Ідріс Ельба грає роль джина, звільненого вченою (Тільда Свінтон), якій він розповідає про своє життя. Фільм присвячений Анджелі, матері Міллера, а також Рене Мітчелл, родичці продюсера Дага Мітчелла.
Прем'єра фільму відбулася 20 травня 2022 року на Каннському кінофестивалі, а в широкий прокат він вийшов 26 серпня та 1 вересня в США і Австралії відповідно. Українська прем'єра стрічки припала на 24 листопада. Фільм отримав загалом позитивні відгуки критиків, але став касовим провалом.

## Сюжет
Алітея Бінні — британська вчена, дослідниця сюжетів. Час від часу вона бачить галюцинації дивного незнайомця. Під час подорожі до Стамбула Алітея купує старовинну пляшечку і намагається відчистити її в готелі. Цим вона ненароком звільняє джина, що був там ув'язнений. Джин обіцяє виконати за своє звільнення три бажання, за умови, що вони будуть щирими. Алітея не вірить, що джин буде чесним і в змозі це зробити. Тоді Джин розповідає їй три історії про те, як він опинився у пляшечці.
Перша історія джина розповідає про його двоюрідну сестру, царицю Савську, до якої сватався цар Соломон. Саме Соломон ув'язнив джина в пляшечку, щоб він не завадив його стосункам з царицею, а потім викинув пляшечку в Червоне море.
Друга історія присвячена Гюльтен, молодій наложниці в палаці Сулеймана Пишного. Знайшовши пляшку з джином, Гюльтен забажала, щоб син Сулеймана, Мустафа, закохався в неї та став батьком її дитини. Хюррем Султан, улюблена наложниця Сулеймана, планувала посадити свого сина на трон, тому вона сказала Сулейману, нібито Мустафа задумав вчинити заколот. Джин намагався попередити Гюльтен, але вона, бувши наївною та необізнаною з брудною політикою правлячого класу, не послухала попередження. Це призвело до вбивства Мустафи, Гюльтен покинула пляшечку з джином і втекла. Попри спроби джина врятувати вагітну Гюльтен, її також убили за наказом Сулеймана, перш ніж вона встигла загадати своє останнє бажання. Тож джин лишився невільником, але при цьому не міг повернутися в пляшечку, бо не знав, де вона.
Він блукав палацом понад століття, невидимий і невідчутний. Потім пляшечку відшукали молоді принци Мурад IV та Ібрагім, але їм не вдалося правильно нею скористатися. Через роки Мурад IV вирушив на війну, де став злим і безжалісним правителем, який пізніше помер від пиятики. Ібрагім стає новим султаном, але його вадою була розпуста. Його улюблена наложниця випадково дістала пляшечку, після чого джин з'явився їй та став благати загадати бажання. Налякана, вона не повірила джину, тому забажала, щоб той повернувся до пляшечки, а потім викинула її в море.
Третя історія розповідає про Зефір, молоду дружину турецького купця, якій подарували пляшечку після того, як її знайшли в середині XIX століття. Зефір захотіла знань джинів, а згодом — сприймати світ так, як вони. Джин і Зефіра довго жили разом, жінка завагітніла від нього. Джин пропонував жити в його пляшечці, коли вона забажає. Зефір, однак, розуміла, що смертна і безсмертний не можуть бути щасливі разом. Останнім її бажанням стало забути, що вона коли-небудь зустрічала джина.
Остання історія надихає Алітею побажати, щоб вона та джин закохалися. В аеропорту Алітея поміщає джина в сільничку. Потім обоє вирішують до Лондона. Офіцер служби безпеки аеропорту оглядає сільничку через рентгенівський апарат. Джин, бачачи, чого досягнули люди, міркує, що джини їм не потрібні. Потім Алітея виявляє, що джин слабшає через сучасні комунікації. Вона використовує друге бажання, щоб повернути хворому джину здатність заговорити, а третє — щоб звільнити джина від служби людям.
Обоє прощаються, але Джин робить так, щоб Алітея бачилася з ним упродовж всього свого життя.

## Актори
- Ідріс Ельба — Джин
- Тільда Свінтон — Алітея Бінні
  - Аліла Браун — юна Алітея
- Ааміто Лагум — Цариця Савська
- Маттео Бочеллі — Шехзаде Мустафа
- Каан Гулдур — Мурад IV

### Український дубляж
Українською мовою фільм дубльований студією AAA Sound на замовлення компанії Adastra Cinema. Режисер дубляжу Олександр Єфімов, звукорежисер перезапису Станіслав Ногін, переклад Ганни Павленко.
Ролі дублювали: Андрій Мостренко, Ольга Радчук, Павло Скороходько, Юлія Перенчук, Дмитро Завадський, Катерина Буцька, Роман Солошенко, Катерина Брайковська, Андрій Альохін, Антоніна Хижняк, Дмитро Гаврилов, Олена Узлюк, Єлизавета Зіновенко, Михайло Тишин та інші.

## Виробництво
У жовтні 2018 року було оголошено, що Джордж Міллер зніме свій новий фільм, і очікується, що зйомки почнуться у 2019 році. У тому ж місяці оголошено про участь Ідріс Ельби та Тільди Свінтон.
В інтерв'ю в липні 2019 року Міллер заявив, що препродакшн фільму розпочнеться наприкінці 2019 року, а зйомки почнуться 2 березня 2020 року у Австралії, Туреччині та Великій Британії. Однак це було відкладено через пандемію COVID-19. Його почали знімати в листопаді 2020 року в Австралії.

## Випуск
У травні 2020 року Metro-Goldwyn-Mayer придбала права на розповсюдження фільму.